# Garçon avec un panier de fruits
Garçon avec un panier de fruits, aussi appelé Jeune Garçon portant une corbeille de fruits, est une peinture à l'huile sur toile réalisée entre 1593 et 1594 par le peintre italien Caravage, conservée à la Galerie Borghèse à Rome.

## Histoire

### Datation et identité du modèle
Le tableau appartient à la première période romaine du Caravage, notamment lorsqu'il collabore avec le Cavalier d'Arpin, peignant Fleurs et Fruits,. Il a sans doute été peint peu après son arrivée à Rome. L'hypothèse selon laquelle le tableau remonterait à cette époque semblerait confirmée par le fait que le Garçon avec un panier de fruits a été réalisé en même temps que Le Petit Bacchus malade et le Garçon pelant un fruit, toutes des peintures trouvées chez le Cavalier d'Arpin en 1607, quand elles sont réquisitionnées par les émissaires du pape Paul V pour des raisons fiscales,,. Toutefois, si, comme il est établi par les dernières études documentaires, Le Caravage, n’a pas été à Rome avant 1596, la datation de cette peinture doit être avancée par rapport à la limite proposée jusqu’ici de 1594.
Certains chercheurs émettent l'hypothèse que le tableau pourrait remonter à la période qui suit immédiatement celle de la collaboration avec le Cavalier d'Arpin, lorsque le Caravage et le peintre sicilien de seize ans Mario Minniti espèrent devenir plus autonomes, en fournissant des peintures au marchand d'art Constantine. Il a été émis l’hypothèse que le garçon représenté dans le tableau était le jeune Minniti lui-même. À la même période, vers la fin de 1593, d’autres ouvrages dans lesquels Minniti aurait posé, comme La Diseuse de bonne aventure, le Garçon mordu par un lézard ou Les Tricheurs, permettent à Caravage d'être découvert par son premier mécène important, le cardinal Francesco Maria del Monte,,,. D’autres historiens de l'art, comme Béla Czobor, pensent qu’il s’agit d’un autoportrait du jeune Caravage, précisément du troisième des sept ou huit autoportraits connus. Cependant, ces hypothèses n’ont pas encore trouvé de confirmation documentaire définitive et, par conséquent, l’identité du garçon représenté dans le tableau reste encore inconnue.

### Entrée dans la collection Borghèse
Le tableau appartient d'abord au Cavalier d'Arpin, dans l'atelier duquel Caravage travaille pendant quelques mois autour de l'année 1593, puis il entre en possession du cardinal Scipione Caffarelli-Borghese le 4 mai 1607. Depuis, ce chef-d'œuvre n'a jamais quitté la collection Borghèse,.

## Description

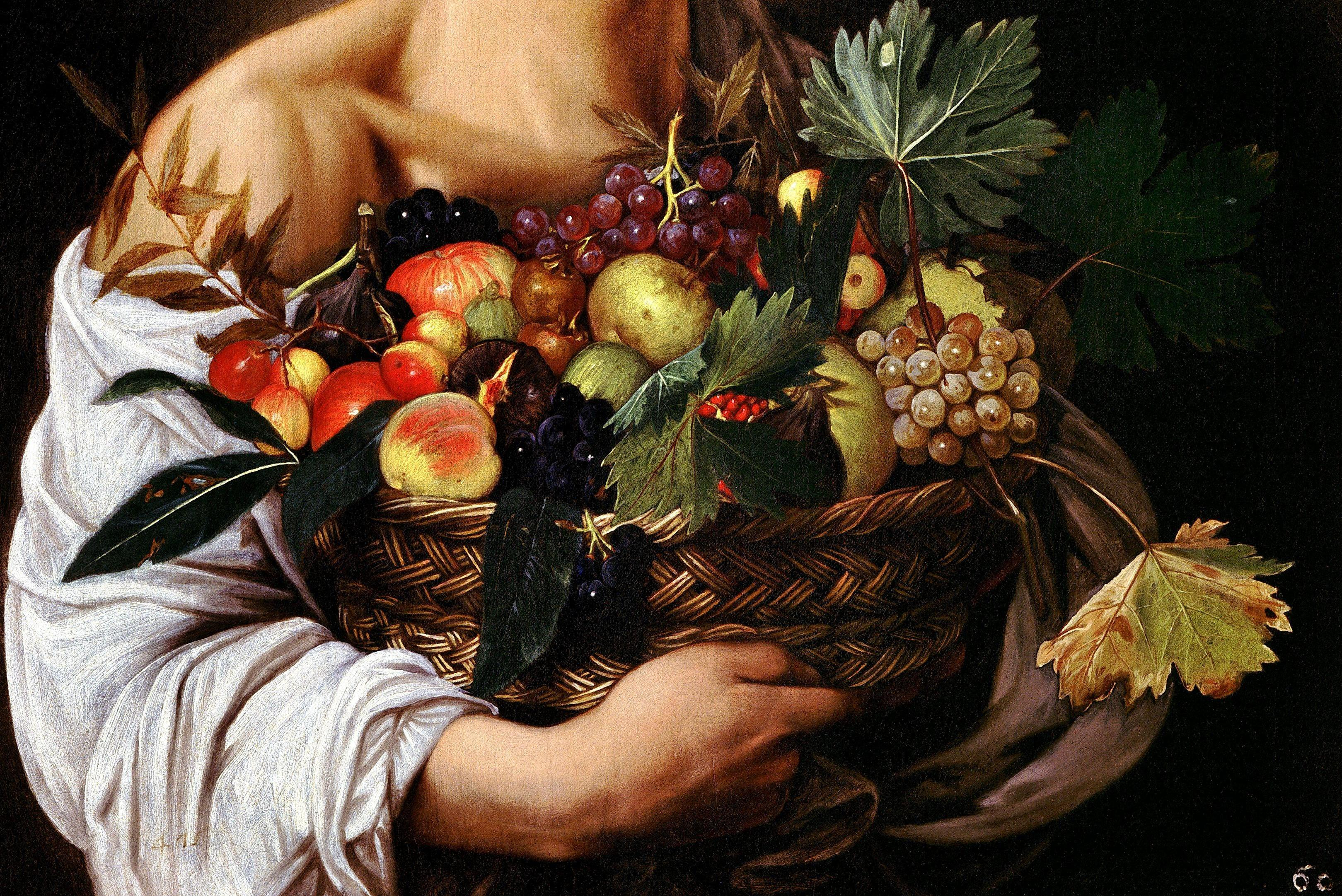
Détail.

Le buste d'un jeune garçon brun, qui tient sensuellement à deux bras un grand panier de fruits serré contre sa poitrine, se détache sur un fond indistinct ocre sombre, tirant vers le noir. Il est vêtu d'une chemise blanche qui découvre son épaule droite, permettant ainsi au peintre de modeler son cou et cette épaule, tout en réalisant un savant rendu des plis de la chemise, dans l'esprit d'un traitement « à l'antique ». La corbeille tressée déborde de splendides fruits, des grappes de raisin luisantes et encore humides de gel, des figues très mûres, des pommes, des poires, des nèfles, des sorbes, des abricots et des grenades, ainsi que des feuilles de vigne, de poirier, de cormier (sur l'épaule et dans le cou du jeune homme) et de citronnier. Il s'agit là d'une nature morte d'une grande richesse chromatique, qui révèle tout l'héritage lombard de l'auteur et son admirable maîtrise,.
Il s'agit d'une vanité, une réflexion sur l'inexorabilité du passage du temps, la fugacité de la vie et la nature éphémère des biens du monde.

## Analyse
En créant cette œuvre, le peintre n'a pas nécessairement l'intention d'y proposer quelque symbole ou allégorie. En effet, le tableau est souvent décrit comme un exercice de style où le jeune Caravage entend exposer son talent tourné vers une représentation la plus réaliste possible.
Dans cette œuvre, Caravage crée chaque détail avec un extrême réalisme : l'enfant n'est pas idéalisé et présente les traits typiques des enfants de l'époque ; même le fruit est dépourvu d'interprétations esthétiques, présentant toutes les imperfections que l'on trouve dans la nature,. Ce tableau révèle la pensée réfléchie du Caravage sur les archétypes antiques, notamment sur la peinture de Lorenzo Lotto, Vincenzo Campi, Ambrogio Figino, Titien et les peintres flamands.
Alfred Moir affirme que le tableau est un contraste entre ombre et lumière : une fenêtre située en hauteur à gauche laisse pénétrer dans la pièce un rayon de lumière qui éclaire le garçon, la corbeille de fruits luxuriante, la manche de chemise, le nu sensuel de l'épaule et le visage alangui, tandis que l'ombre, l'expression sombre, est donnée par la chevelure et la projection de l'ombre du panier sur le mur. « Le résultat est une accentuation de la tangibilité des objets dans l'espace délicatement voilé, qui confirme l'illusion visuelle et en même temps l'authenticité de l'épisode qui n'est plus une création de l'imagination du peintre, mais une transcription de son expérience », : il s'agit donc de montrer l'expérience tactile des « choses naturelles ».
Pour Mina Gregori « Le sujet correspond à ce qui apparaît, un jeune vendeur avec un panier, mêlé de feuilles encore fraîches, de quelques fruits dont la vérité est rehaussée par l'admirable éclat des couleurs ». Selon Ferdinando Bologna, le Caravage prend toute la nature, fleurs, fruits, figures « comme objet de son pinceau » en réalisant une opération tout à fait novatrice, celle de l'observation directe, la même que celle que les nouveaux scientifiques, comme Galilée, « menaient sur les manifestations et sur la structure du monde naturel ». Kristina Hermann Fiore pense que l'artiste a également gardé à l'esprit la tradition latine des xenia, cadeaux sous forme de fruits et légumes offerts aux invités dans les demeures aristocratiques romaines. Selon la même historienne, il est possible que le jeune homme soit une personnification contemporaine du dieu Vertumne.

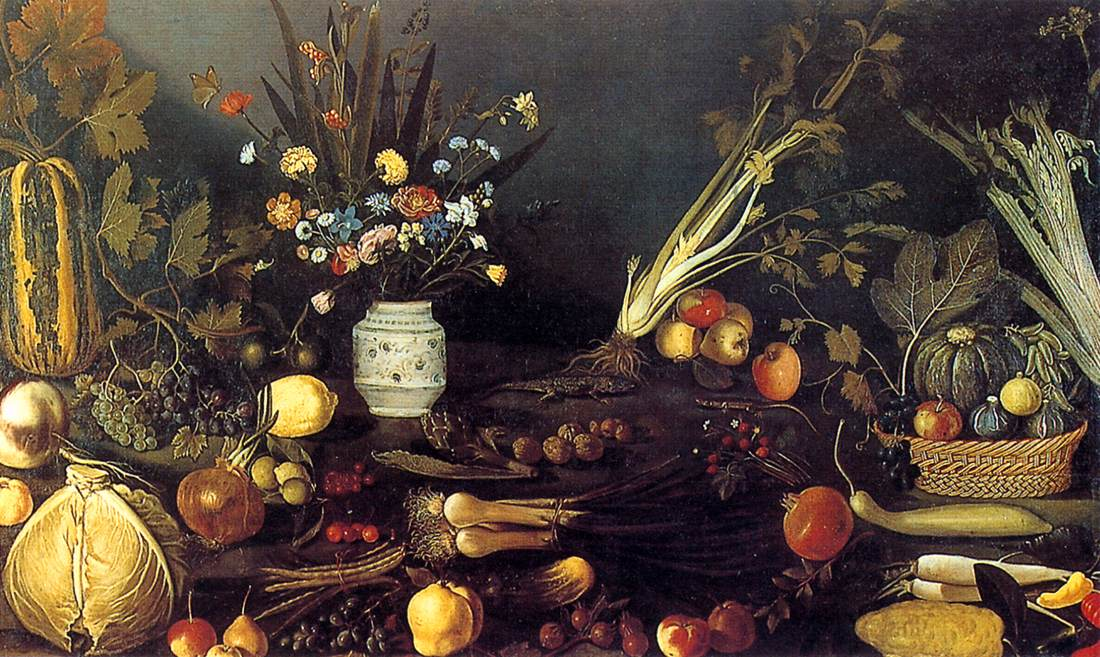
Maître de Hartford, Fleurs, Fruits, Légumes et deux Lézards, Galerie Borghèse, Rome.

La nature morte à Rome se greffe sur des expériences nord-européennes et lombardes ;  l'une des premières est le tableau de la Galerie Borghèse Fleurs, Fruits, Légumes et deux Lézards attribué au dit Maître de Hartford, plus ou moins postérieur à 1593 et que l'on a voulu aussi attribuer au Caravage, provenant également de la saisie de tableaux réalisée chez le Cavalier d'Arpin. Comme il a été constaté par des analyses radiographiques, il semble être tout à fait étranger au Caravage : les radiographies montrent beaucoup de repentirs et des corrections sur le dessin, des techniques totalement étrangères au peintre.
Au-delà de l'intérêt figuratif pour les fruits et légumes vus dans le contexte du marché comme dans les œuvres des frères Vincenzo, Giulio et Antonio Campi et dans la caractère des « boucheries » des Carracci, Le Caravage concentre son attention sur la figure humaine associée à la nature offerte ou montrée en portant une grande attention réaliste aux objets individuels et à leur expérience tactile, comme à la compacité des pommes, à la rondeur des raisins humides, à la chair douce des figues.
Il a certainement eu l'occasion, lors de son séjour en Lombardie dans l'atelier de Simone Peterzano à Milan, de voir et d'étudier les œuvres des frères Campi lesquelles montrent, dans plus d'un tableau, la présence de l'abondance de la nature dans les marchés de fruits et légumes, par exemple dans La Vendeuse de fruits de Vincenzo Campi, datant de 1580, aujourd'hui conservé à la Pinacothèque de Brera à Milan. Dans l'œuvre, figurent deux personnages, une femme, la marchande de légumes, et un homme, un aide, avec devant eux toutes les sortes de légumes, de fruits frais et secs. Le tableau a une double fonction, d'une part, il montre l'abondance et la richesse du marché, avec une attention réaliste d'une part, et d'autre part, une signification érotique évidente : la femme a une citrouille fendue à ses pied, tandis que l'homme tient dans la main un bouquet de poireaux, symbole d'un attribut viril, et met un doigt dans l'oreille, ce qui dans l'ancien langage des gestes a une signification sexuelle. Pour compléter cette interprétation, en arrière-plan se trouve un homme qui jette des fruits de l'arbre dans le ventre de la femme en dessous. Il s'agit donc d'une allégorie sexuelle explicite dans laquelle les gestes, les images et les fruits ont une valeur érotique, compréhensible par le public de l'époque. Le tableau de Ambrogio Figino, Assiette métallique avec pêches et feuilles de vigne, datant de la fin du XVIe siècle et appartenant à une collection privée, présente aussi une allégorie, mais qui n'est pas une allégorie érotique : c'est plutôt le thème symbolique de la vanité, où les pêches restent, semble-t-il, éternellement mûres aux côtés des feuilles de vigne jaunies, conservant une consistance qui défie le temps et rivalise avec le matériau le plus dur et indestructible du plat métallique. Le symbolisme érotique et la vanité sont donc impliqués dans ces premiers exemples de natures mortes.
Le Caravage semble avoir accordé plus d'attention à l'allégorie du passage du temps et des vanités, par exemple dans la Corbeille de fruits de la bibliothèque Ambrosienne de Milan : la tradition de l’allégorie figurative de la vanitas vanitatum prévoit la présence du crâne avertisseur. Cependant, l’artiste veut aller au-delà de la tradition figurative et appliquer des modes différents en représentant le passage du temps à travers la réalité des objets eux-mêmes. Toutefois, son tableau recèle un discours érotique évident : le jeune homme a une expression langoureuse et féminine, sa bouche est entrouverte, ses lèvres sont rouges, son visage est penché vers la gauche, ses joues sont rouges, son épaule est nue et exposée ; l'abondance des fruits dans le panier qu'il serre contre lui de manière forte, tend à proposer un discours sensuel, où le jeune garçon serait le principal fruit du tableau. Une lecture homoérotique amène à affirmer que le garçon n'offre pas le fruit, mais lui-même, ; l'abondance et la douceur des fruits correspondent à la douceur érotique exprimée par le jeune homme. Et en ce sens, le panier tenu près de la poitrine pourrait être un indice symbolique de la luxure : le panier est l’un des attributs du faucon et fait allusion à la luxure, comme la ceinture de Vénus, cryptogrammes symboliques d'Éros. Le signe du Temps, de la fugacité, est aussi présent : les fruits proposés en cadeau (et en ce sens le jeune homme lui-même) sont éphémères, destinés à finir, comme la feuille jaunie qui se penche hors du panier.

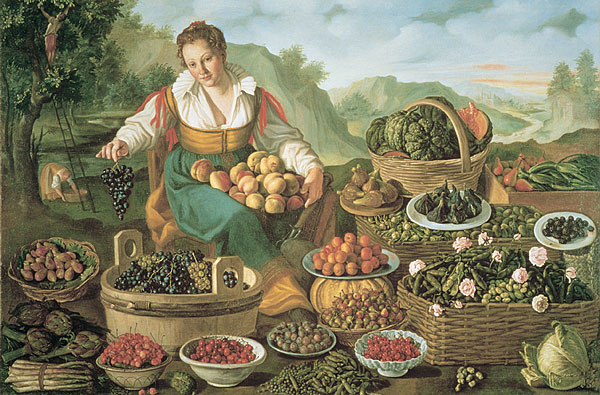
Vincenzo Campi, La Vendeuse de fruits, 1580, Pinacothèque de Brera, Milan.
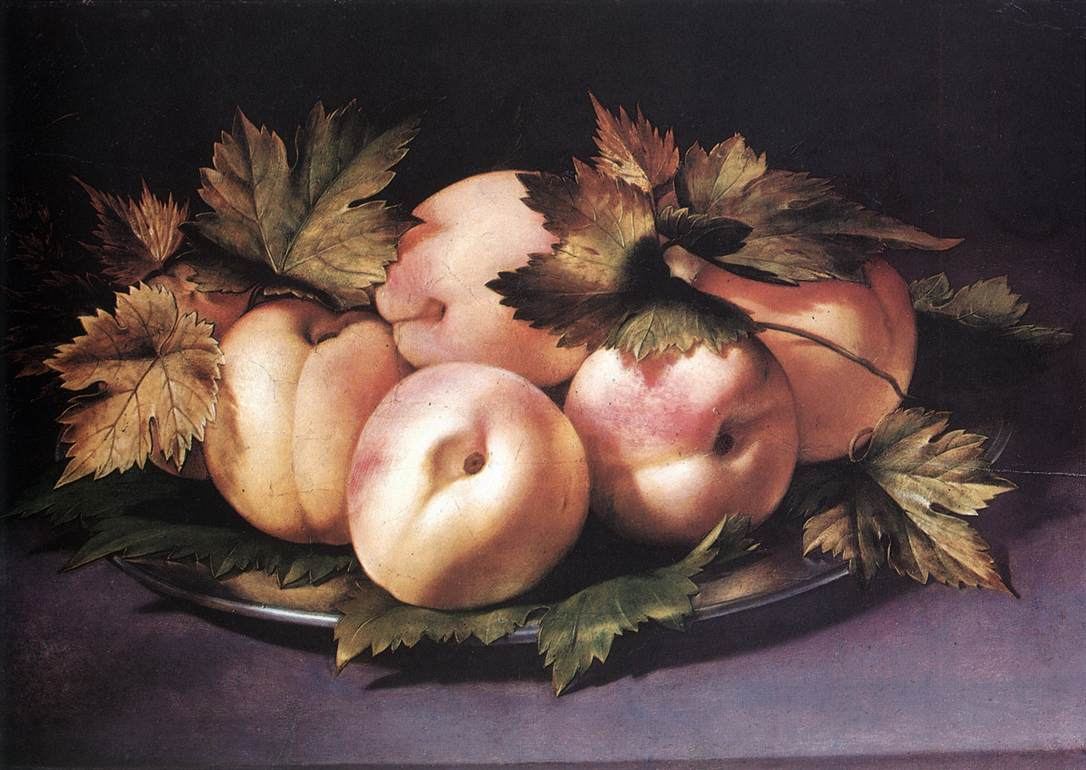
Giovanni Ambrogio Figino, Plat métallique avec pêches et feuilles de vigne, fin du XVIe siècle, collection privée.
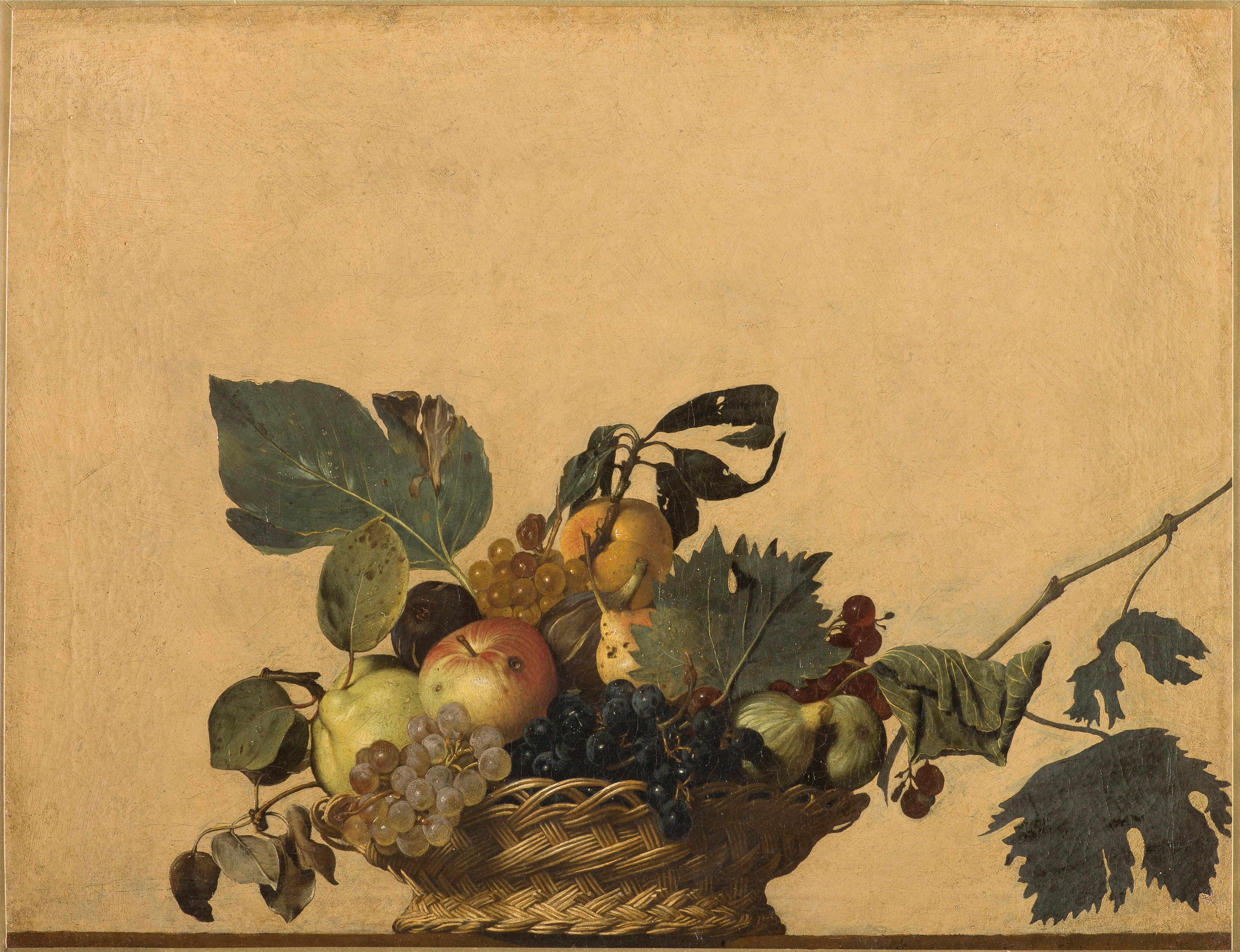
Le Caravage, Nature morte avec une corbeille de fruits, vers 1597-1600, bibliothèque Ambrosienne, Milan.

On peut donc conclure que le Caravage ne s'éloigne pas de la tradition allégorique de la Renaissance, mais a le mérite d'aller plus loin, d'investiguer avec un scrupule concret la nature, en montrant sa richesse et sa cohérence, comme quelque chose de vrai et scrupuleusement observé au fil du temps.